# Хиемпсал II
Вижте пояснителната страница за други личности с името Хиемпсал.
Хиемпсал II (на старогръцки: Ἱάμψας, Ἱάμψαμος, Ἱεμψάλας; на латински: Hiempsal II, † 60 пр.н.е.) е цар на масилите в Нумидия през 88 – 66 пр.н.е.
Той е син на цар Гавда (Гала или Гая; † 88 пр.н.е.), полубратът на Югурта. Внук е на Мастанабал († 140 пр.н.е.), правнук на Масиниса († 149 пр.н.е.) и баща на цар Юба I († 46 пр.н.е.).
През 88 пр.н.е. той приема избягалия Гай Марий. Той е автор на история на Нумидия на пунически език.